# José Gonzalo Rodríguez Gacha
José Gonzalo Rodríguez Gacha (aussi appelé El Mexicano), né le 14 mai 1947 à Pacho et abattu le 15 décembre 1989 près de Coveñas, est un criminel colombien connu pour être l'un des fondateurs et pilier avec Pablo Escobar du Cartel de Medellín en Colombie.

## Biographie
Il gérait la sécurité des stupéfiants et plusieurs équipes de tueurs à gages paramilitaires qu'il recrutait, formait et gérait lui-même. Ce narcotrafiquant était connu pour sa cruauté et son tempérament implacable, ainsi que pour son goût du luxe. 
Avec Pablo Escobar, Gonzalo Rodríguez Gacha a commandité les meurtres de centaines de policiers, juges, hommes politiques et journalistes. Il fut également responsable de la guerre contre le Cartel de Cali, FARC et l'extermination contre le UP entre 1986-89. Il a embauché Jaime Rueda pour l'exécution de l'alors candidat libéral à la présidence de la République, Luis Carlos Galán, tué au cours d'un meeting politique le 18 août 1989. Il ordonne le meurtre de son ancien chef Gilberto Molina en février 1989, de contrebandier de pierres précieuses reconverti dans la cocaïne, s'était taillé une réputation de tueur impitoyable.
Il a été tué le 15 décembre 1989, près de Coveñas, à Tolú, sur la côte colombienne, au nord de la Colombie, par la police au cours d'une opération, avec son fils Freddy Rodriguez Celades et 2 de ses hommes de main, alors qu'ils se dissimulaient avec plusieurs de ses hommes dans une des multiples propriétés lui appartenant. Il était à l'époque considéré comme le numéro 2 des narco-trafiquants du pays.